# جوان ستالي
جوان ستالي (بالإنجليزية: Joan Staley)‏ هي ممثلة أمريكية، ولدت في 20 مايو 1940 بمنيابولس في الولايات المتحدة.

## أعمال

### أفلام
- (1961) الإفطار عند تيفاني[5]

### مسلسلات
- 77 سانست ستريب
- باتمان
- دالاس

## وصلات خارجية
- جوان ستالي على موقع IMDb (الإنجليزية)
- جوان ستالي على موقع الموسوعة البريطانية (الإنجليزية)
- جوان ستالي على موقع ألو سيني (الفرنسية)
- جوان ستالي على موقع ميوزك برينز (الإنجليزية)
- جوان ستالي على موقع أول موفي (الإنجليزية)
- جوان ستالي على موقع قاعدة بيانات الأفلام السويدية (السويدية)
- جوان ستالي على موقع قاعدة بيانات الفيلم (الإنجليزية)
- جوان ستالي على موقع كينوبويسك (الروسية)